# 10-es busz (Salgótarján)
A salgótarjáni 10-es busz A Helyi Autóbusz-állomás és a Sugár út között közlekedett. A járat a 2012. február 4-i menetrendváltással megszűnt.